# Fighting for Space
Fighting for Space: Two Pilots and Their Historic Battle for Female Spaceflight é um livro de não ficção de Amy Shira Teitel publicado em 2020.

## Recepção
Em The Space Review, Jeff Foust diz que "Teitel certamente dá vida a essas duas mulheres pioneiras que tinham visões semelhantes, mas visões conflitantes de como realizá-las". Foust discorda da falta de notas de rodapé e da relutância de Teitel em abordar as inconsistências entre as alegações feitas pelas mulheres e as evidências históricas.
Ethan Siegel, astrofísico e escritor de ciência, diz que o livro é "incrivelmente bem pesquisado" e "o que talvez seja mais impressionante sobre o livro é o grande número de cartas e correspondências enterradas há muito tempo que Teitel desenterrou e reproduziu na íntegra".
O Library Journal o descreve como uma "história inspiradora" e uma "biografia indutora que viciados do espaço, feministas e historiadores vão devorar". Fighting for Space foi uma das principais escolhas do Library Journal na história das mulheres. A Kirkus Reviews descreveu-o como uma "contribuição bem pesquisada para a história das mulheres e da aviação".